# Jadwiżanki wawelskie
Zgromadzenie Sióstr Świętej Jadwigi Królowej Służebnic Chrystusa Obecnego (Congregatio Sororum Sanctae Hedvigis Reginae Ancillarum Christi Praesentis), CHR – wspólnota założona przez ks. Wacława Świerzawskiego, późniejszego biskupa diecezji sandomierskiej, w 1990 r. w Krakowie. Metropolita krakowski Franciszek Macharski zatwierdził je w 1991 roku jako publiczne stowarzyszenie wiernych (KPK kan. 312).

## Domy zakonne
- Dom Macierzysty – Kraków, ul. Sławkowska 24/3 przy kościele św. Marka
- Dom Generalny (i Postulat) – Kraków, ul. Skalica 21B
- Dom Wspólnoty – (Dom Modlitwy i Nowicjat) Zawichost, ul. 11 Listopada 5
- Dom Wspólnoty – Kraków, ul. Rusałek 7a
- Dom Wspólnoty – Szczecin, ul. św. Jakuba 1
- Dom Wspólnoty - Łódź, ul. Ks. Ignacego Skorupki 1

## Duchowość zgromadzenia
Źródłem duchowości Wspólnoty jest liturgia. Powołaniem sióstr jest wielbienie Boga obecnego i działającego w Liturgii Kościoła oraz posługa jego spotkaniu z ludźmi. Duchowość wspólnoty ujmuje dewiza: „Miłuj i czyń co widzisz” (Dilige et fac quod vides).

## Działalność

### Liturgia
Centrum życia Wspólnoty stanowi liturgia. Siostry uczestniczą każdego dnia w liturgii. Wspólnota chce pomagać ludziom świeckim w budowaniu wspólnot żyjących sakramentalną komunią z Chrystusem, tworząc dla katechumenów i neofitów środowiska żywej wiary. Tej samej sprawie służą przygotowywane przez zgromadzenie publikacje dotyczące duchowości liturgii i materiały formacyjne. Wspólnota szerzy także znajomość i rozumienie życia konsekrowanego w świecie (instytutów świeckich). Siostry służą modlitwą i ofiarą tym, którzy całkowicie mu się oddając wnoszą w serce świata prawdę Ewangelii.

### Katechumenat
Głównym zadaniem apostolskim wspólnoty jest pomoc w przygotowaniu ludzi dorosłych do sakramentów chrześcijańskiego wtajemniczenia: chrztu, bierzmowania i eucharystii. Praca w katechumenacie wiąże się też z duchową pomocą osobom towarzyszącym katechumenom, ich rodzicom chrzestnym oraz wszystkim, którzy współtworzą ich najbliższe środowiska. Siostry obejmują troską również osoby już ochrzczone, by spotkały Chrystusa w pozostałych sakramentach i nawiązały z Nim zażyłą więź. Wspólnota służy ludziom zagubionym i przeżywającym kryzys wiary, stara się wspierać tych, którzy znaleźli się w dramatycznej sytuacji życiowej, czy wręcz stracili sens życia.

### Ośrodek Formacji Liturgicznej
Ośrodek Formacji Liturgicznej w Zawichoście na terenie Diecezji Sandomierskiej powstał z inicjatywy bp. Wacława Świerzawskiego. Jego prowadzenie powierzone zostało Zgromadzeniu Sióstr Świętej Jadwigi Królowej Służebnic Chrystusa Obecnego, których charyzmatem jest posługa Chrystusowi obecnemu w liturgii, zwłaszcza w sakramentach chrześcijańskiej inicjacji.
W ramach pracy ośrodka odbywają się sesje grupowe, rekolekcje, indywidualne dni skupienia i rekolekcje, lektury. Ośrodek pomaga również w pogłębianiu rozumienia sakramentaliów i nabożeństw, czerpania z nich jako ze skarbca Kościoła.

## Habit

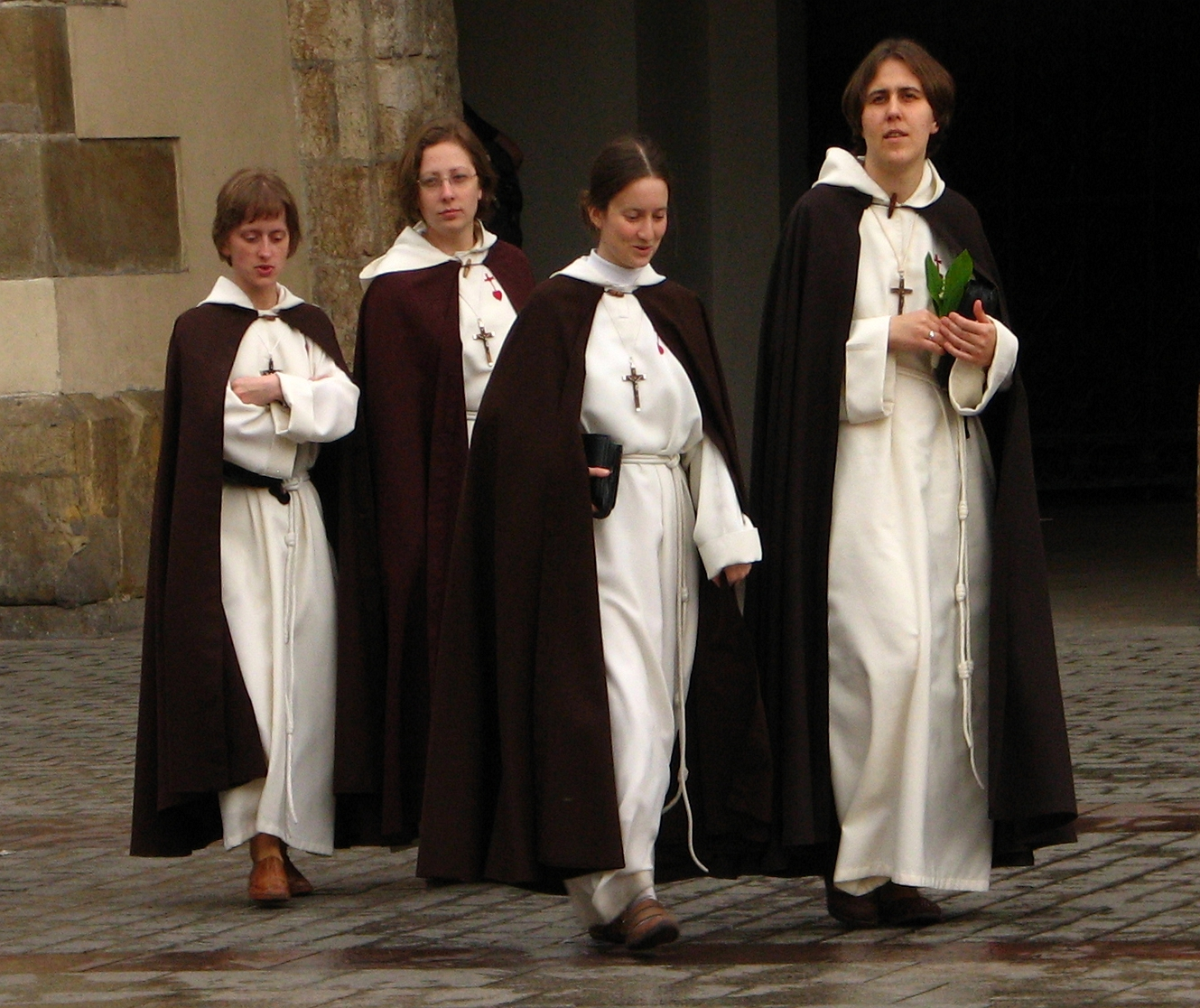
Jadwiżanki wawelskie na Rynku Głównym w Krakowie w 2008 roku

Biały habit z kapturem i wyszytym przez siostrę czerwonym znakiem serca z krzyżem. Habit przepasany jest białym sznurem. Dopełnieniem habitu jest brązowa peleryna.

## Patroni zgromadzenia
Patronką Wspólnoty jest św. Jadwiga Andegaweńska. Wspólnota ceni sobie również wskazania bł. Michała Giedroycia i św. Augustyna.